# Heartbeats and Brainwaves
| Recensione          | Giudizio     |
| ------------------- | ------------ |
| AllMusic            |              |
| COMA Music Magazine | (Favorevole) |

Heartbeats and Brainwaves è l'ottavo album degli Electric Six. Venne pubblicato su CD, download digitale e in una versione in vinile, venduta durante i concerti della band.

## Tracce
1. Psychic Visions – 3:39
2. French Bacon – 3:38
3. Gridlock! – 3:14
4. It Gets Hot – 3:51
5. The Intergalactic Version – 3:11
6. Interchangeable Knife – 2:32
7. Food Dog – 3:58
8. Hello! I See You! – 3:56
9. Bleed for the Artist – 3:35
10. We Use the Same Products – 3:57
11. Eye Contact – 4:13
12. Free Samples – 4:20
13. I Go Through Phases – 3:44
14. Heartbeats and Brainwaves – 5:00